# 猿辅导
猿輔導是中国大陆由北京贞观雨科技有限公司（粉笔网关系企业）的猿题库於2014年年底推出之一款作业辅导應用程式。公司旗下拥有猿辅导、小猿搜题、猿题库、小猿口算、斑马AI课等多款在线教育产品。應用以深度学习为核心方案，使用者使用智慧型手機或平板電腦拍照，在1秒内即可得到所拍題目之答案。此外，應用程式還推出了名师视频解析服务輔助學習。應用程式上线后获得了较大反响，其使用者總數已達到5000萬。但該應用程式的準確率存在爭議，此外，有部分學生利用該軟體抄作业，亦引发了人們的關注。2017年，小猿搜題因欄目“小猿深夜问”內有大量色情相关的用戶原創内容引起了公眾關注。

## 背景與功能
小猿搜題由粉笔网的猿题库開發。猿题库市场运营总监帅科表示，團隊经常看到学生提出小猿搜题类似功能的需求，而搜題之核心技术恰好為團隊一直研究的领域，因此開發出了這款應用。猿题库研究部总监邓澍军談及應用的工作原理時表示，該應用以深度学习为核心方案。图片被上載後，經過预处理、切分、识别、NLP纠错等步骤，题目會被转化成文字。接著，應用會在题库（內含超過8000万道题目）中进行搜索和排序，最终返回题目答案以及解析，其全程在1秒内就可完成。
應用於2014年年底上線，从开发到上线共用了三个月的时间。2015年10月10日，小猿搜题正式宣布推出名师视频解析服务。学生不僅能查看到題目的答案和解题思路，还可以觀看老师的讲解视频對題目進行學習。

## 反響與爭議
該應用上線1個月即获得了200万用户。2015年3月，其在百度手機助手的下載量超過了750万次。6月，小猿搜题官方聲稱其應用內“用户日搜题量稳居第一”。而同年8月21日，由於小猿搜题被湖南卫视節目《天天向上》介紹，應用在当晚一度攀升至App Store免费榜第19名，几乎成為教育类應用的最高排名。不到一年的时间，小猿搜题已有5000万用户使用。截止当前，小猿搜题的累计用户已超过2亿
但該應用的準確率存在爭議。雖然猿题库研究部总监邓澍军表示，“小猿搜题的准确率大概在80%以上，如果只考虑题库中有题的情况，正确率则可以达到90%以上。搜题失败的原因一般都是用户拍摄的图片过于模糊、亮度不足”。但2015年，北京商報的一份隨機抽樣測試顯示，該應用的準確率僅為70%。此外，有部分學生利用該軟體抄作业，亦引发了人們的關注，导致應用在一些学校中被明令禁止使用。但猿题库运营总监帅科表示，根據后台统计数据，大多数活跃学生每天只用應用搜四五道题，而抄作业一次性并不会只是抄几道题。因此，整體來說，抄袭并不是普遍现象。
2017年，小猿搜題因欄目“小猿深夜问”內有大量色情相关的用戶原創内容引起了公眾關注。隨後，小猿搜題指責百度同類產品作业帮恶意在其應用程式内发布色情信息。但作業幫方面對此事表示否認。隨後，雙方互相起訴。
2021年6月7日下午，湖北武汉市黄陂区一吴姓考生将手机藏于手拿的薄衣内，高举双手避开了安检，违规将手机带入考场。考中将手机藏于草稿纸下拍题，于数学开考46分钟后，通过小猿搜题“免费问老师”的实时问答功能搜索高考题目寻求答案，未获结果。考试结束后，小猿搜题的工作人员向有关部门举报，并提供线索打包提供给相关部门供核查。经调查，系考中个人作弊，不存在考前泄题。事件在微博、知乎等平台引发热议。小猿搜题对此回应，表示其工作人员发现后已截图向有关部门举报。当地教育部门也对此回应称“确认考生吴某某违规携带手机进入考场拍摄试卷事实，监考人员存在入场安检和监考失职问题”。而该考生因携带手机进入考场被认定为考试作弊，其考试资格被取消，各科成绩无效。随后，猿辅导、百度旗下的作业帮、学而思旗下的题拍拍等多家搜题软件宣布在高考期间关闭“VIP问答”、“免费问老师”等功能。